# Douroula (département)
Douroula est un département et une commune rurale, situé dans la province du Mouhoun et la région de la Boucle du Mouhoun au Burkina Faso. Il compte en 2019, 18 418 habitants.

## Villages
Le département et la commune rurale de Douroula comprend un village chef-lieu  :
- Douroula (3 471 habitants)

et onze autres villages :
- Bladi	(2 196 habitants)
- Kankono	(698 habitants)
- Kassakongo (550 habitants)
- Kérébé (1 000 habitants)
- Kirikongo	(1 188 habitants)
- Koussiri	(374 habitants)
- Noraotenga	(750 habitants)
- Sâ	(340 habitants)
- Souma	(655 habitants)
- Tora (520 habitants)
- Toroba (977 habitants)